# جاي أ. د. جنسن
جاي أ. د. جنسن (بالدنماركية: J.A.D. Jensen)‏ هو مستكشف دنماركي، ولد في 24 يوليو 1849، وتوفي في 24 نوفمبر 1936.